# Силлабаб
Силлабаб (англ. Syllabub) — це солодка страва з кухні графства Корнволл, яку готують шляхом вурдження вершків або молока за допомогою кислоти, як-от вино чи сидр. Була популярною у XVI–XIX століттях.
Перші рецепти силлабабу — це рецепти напою з сидру та молока. Станом на XVII століття він розвинувся до виду десерту, який готували із солодкого білого вина. Якщо додавали більше вина, отримували пунш, проте силлабаб могли також готувати більш густим, щоб його можна було їсти ложкою, викладати поверх трайфлу або вмочати у нього шматочки бісквіту. Святковий пунш, солодкий та пінистий, часто вважали «жіночим напоєм». Молоко та вершки, які використовували у ті часи, були густішими, тому сучасні рецепти, можливо, доведеться адаптувати задля досягнення такого ж результату.

## Історія
Силлабаб (англ. syllabub, або solybubbe, sulllabub, sullibib, sullybub, sullibub; немає чіткої етимології та суттєвих варіацій у написанні) був відомий в Англії щонайменше з книги Терзайтес Джона Гейвуда (англ. Thersytes, John Heywood) приблизно 1537 року: «Ти і я.. Мусимо підійти до нього і з'їсти солібаб». Це слово можна зустріти неодноразово, в тому числі й у щоденнику Семюела Піпса за 12 липня 1663 року: «Тоді до комісара Петтса і з'їв доброго саллібабу», та в новелі Томаса Г'юза 1861 року «Том Браун в Оксфорді»: «Ми усамітнюємося у затінку якогось великого дуба на чаювання або силлабаб».
Ганна Ґласс у XVIII столітті опублікувала рецепт збитого силлабабу в «Мистецтво кулінарії, просто й легко». До рецепту входили:
кварта густих вершків, півпінти кріпленого вина, сік двох помаранчів або лимонів, втерти цедру двох лимонів, півфунта двічі рафінованого цукру.
Після збивання усіх інгредієнтів разом, їх розливали у склянки. Звурджені вершки відокремлювались та спливали на поверхню.